# Neomys teres
Neomys teres es una especie de musaraña de la familia soricidae.

## Distribución geográfica
Se encuentra en Armenia, Azerbaiyán, Georgia,  y posiblemente Irán y Turquía.